# Cissus wallacei
Cissus wallacei är en vinväxtart som beskrevs av B. Verdcourt. Cissus wallacei ingår i släktet Cissus och familjen vinväxter. Inga underarter finns listade i Catalogue of Life.